# Mycetophila sigillata
Mycetophila sigillata är en tvåvingeart som beskrevs av Dziedzicki 1884. Mycetophila sigillata ingår i släktet Mycetophila och familjen svampmyggor. Inga underarter finns listade i Catalogue of Life.